# 心靈、機器與哥德爾
《心靈、機器與哥德爾》（英語：Minds, Machines and Gödel）由約翰·盧卡斯於1959年撰寫的哲學論文，他認為人類數學家不能被圖靈機準確替代。本論文以機械論作為哥德爾論證的機制。
受到哥德爾不完備定理的影響，他認為對於任何這樣的自動機，都會有一些它無法證明的數學公式，但是人類數學家可以看到並證明為真。
盧卡斯於1959年將該論文提交給牛津哲學學會。首次出版於《哲學》（Philosophy，XXXVI，1961年），後轉載於《心智模型》與《心靈、機器與哥德爾》。

## 另見
- 人工智慧
- 人工智慧哲學

## 外部連結
- Minds, Machines and Gödel — the original paper （页面存档备份，存于）